# Live and Eclectic
Live and Eclectic è un album in studio da solista del musicista britannico Ronnie Wood, pubblicato nel 2000.

## Tracce
1. Show Me (Jerry Williams)
2. Flying (Ronnie Wood, Rod Stewart, Ronnie Lane)
3. Testify (George Clinton, Deron Taylor)
4. Pretty Beat Up (Mick Jagger, Keith Richards, Ron Wood)
5. Always Wanted More (Ronnie Wood, Bernard Fowler)
6. Breathe on Me (Ronnie Wood)
7. Silicone Grown (Ronnie Wood, Rod Stewart)
8. Black Limousine (Mick Jagger, Keith Richards, Ronnie Wood)
9. Little Red Rooster (Willie Dixon)
10. Stay With Me (Ronnie Wood, Rod Stewart)
11. Josephine (Ronnie Wood, Bernard Fowler)
12. I'm Losing You (Norman Whitfield, Eddie Holland, Cornelius Grant)
13. It's Only Rock 'n Roll (Mick Jagger, Keith Richards)